# Huawei P10 lite
Huawei P10 liteは、ファーウェイによって発売されたAndroid搭載のスマートフォンである。日本では、2017年6月9日に発売された。

## 概要
Huawei P10シリーズに属するモデルで、チップセットにはオクタコアのKirin658を用いており、5.2インチ（FHD)のIPS液晶、3GBのRAMと32GBのROMを搭載するほか、Android 7.0ベースのEMUI 5.1をOSに採用（その後、Android 8.0ベースのEMUI 8.0へのアップデートが提供されている）している。また、カメラに関しては、1200万画素（F値 2.2）のアウトカメラと、800万画素（F値 2.0）を搭載している。

### 日本における販売
日本においては、Huaweiが直接販売するSIMフリー版と、各通信会社が発売するキャリア版がある。キャリア版もSIMフリーとして使用できるが、Huaweiからのサポートがあるかどうか。最新OSの対応状況の違いがある。
SIMフリー版 Android 8.0 /キャリア版(UQモバイル,JCOM)Android 7.0（UQ mobileなどでも取り扱い）。通信方式としては、LTE（FDD/TDD）、W-CDMA、GSMに対応しており、au VoLTEとキャリアアグリゲーションも利用可能である。
BCN集計のデータによると、発売された2017年の年間スマートフォン売り上げランキングでは、AppleのiPhoneの各モデルに次いで6位を占めており、これはAndroid搭載の端末では最も高いものだった。また、後継機種のHuawei P20 liteが発売された翌年（2018年）のデータでも、SIMフリーのスマートフォンでは、同機種に次いで2番目の売り上げを記録している。

## 評価
GSMArenaには2017年6月1日に本機種のレビュー記事が掲載された。同レビューでは、Huawei P10と本機種を比較しつつ、本機種がP10より機能的に劣っている部分が少ないと評価し、予算が限られたユーザーに適したモデルだと述べられている。また、同レビューでは、Huawei P8 lite (2017)（日本ではHuawei nova liteとして発売）が同様のスペックながらより安い価格で提供されていることを指摘し、同機種も選択肢となりうるとの見解を示している。